# Olimpiada Mexicana de Informática

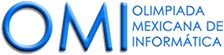
El logo de la Olimpiada Mexicana de Informática.

La Olimpiada Mexicana de Informática (OMI) es un concurso a nivel nacional para jóvenes de nivel medio y nivel medio superior con facilidad para resolver problemas prácticos mediante la lógica y el uso de computadoras, que busca promover el desarrollo tecnológico en México y encontrar a los mejores programadores, quienes formarán la selección mexicana para participar en las próximas Olimpiadas Internacionales De Informática (IOI). 
La OMI es un concurso en el que sobre todo se requiere tener facilidad, habilidad y voluntad de resolver problemas, utilizando la lógica, el ingenio y las computadoras.

## Objetivos de la OMI
Los principales objetivos de la OMI son:
- Fomentar entre los estudiantes de nivel medio superior del país, el interés por la informática y las ciencias de la computación.
- Promover el desarrollo tecnológico en México.
- Encontrar jóvenes talentosos dentro de estas áreas para darles apoyo en sus estudios y guía en sus inquietudes.
- Encontrar a la mejor selección para representar a México en las Olimpiadas Internacionales de Informática (IOI) que se llevan a cabo año tras año en alguno de los países participantes.
- Promover la amistad, convivencia e intercambio tecnológico entre jóvenes de todo el país con intereses comunes en la programación.

## Requisitos para competir
Pueden participar todos aquellos jóvenes que cumplan con los siguientes requisitos:
- Estar inscrito en alguna escuela de nivel medio, escolarizado o no escolarizado (secundaria y preparatoria)
- Ser mexicano
- Ser menor de 20 años a la fecha del concurso internacional (verano del siguiente año del que se inicia la OMI, la fecha exacta se detallará en la convocatoria de cada año)
- Estar a lo más inscrito en 2° año de preparatoria o equivalente

Los conocimientos y habilidades mínimas con las que deberán contar son las siguientes:
- Matemáticas básicas: Aritmética, Álgebra y Trigonometría
- Gusto y placer por resolver problemas y retos.

La OMI se desarrolla en las etapas y fechas aproximadas listadas a continuación:
1. Inscripciones (diciembre, enero y febrero)
2. Examen abierto Nacional por Internet (marzo)
3. Examen escrito Estatal (abril)
4. Examen práctico Estatal (mayo)
5. Entrenamiento de las selecciones Estatales (mayo - agosto)
6. Examen Práctico Nacional (septiembre)
7. Entrenamiento y exámenes por Internet para la Preselección Nacional (junio - marzo siguiente año)
8. Entrenamiento y exámenes presenciales para la Preselección Nacional (marzo)
9. Entrenamiento de la Selección Nacional ante la IOI (junio - julio)
10. Participación en el concurso Internacional - IOI (julio - septiembre)

En cada una de estas etapas se evalúan diferentes temas y habilidades que van avanzando progresivamente. En todas ellas solo los mejores son seleccionados para pasar a la siguiente.
El proceso de inscripción estará abierto para todos aquellos jóvenes que cumplan con los requisitos descritos en cada convocatoria.

## Origen de la OMI
La OMI tiene origen en una serie de concursos llamados Olimpiadas de la Ciencia organizadas por la ONU a través de la UNESCO, cuyo objetivo es promover el desarrollo de las distintas disciplinas de la ciencia alrededor del mundo y establecer los niveles de competencia que se tiene en algún tópico, ciencia o técnica, dentro de un conjunto de habitantes de una comunidad o país, al mismo tiempo que descubrir a temprana edad los jóvenes talentosos en estas disciplinas. Lo anterior sirve para que se tomen las medidas necesarias para elevar dicho nivel en beneficio de dicha sociedad y alentar a mejores posiciones a los jóvenes que destaquen en esta área. En México se han venido realizando las Olimpiadas Mexicanas de Informática desde 1996, en forma ininterrumpida y México participa desde 1992 en la International Olympiad in Informatics (IOI) cada año.

## Estructura de la competencia
Cada año se reúnen en un estado de la República Mexicana previamente elegido, las delegaciones de cada uno de los 32 estados. 
La delegación de un estado está compuesta por: 1 líder, 1 delegado (que puede ser la misma figura que el líder) de 1 a 4 competidores (el estado sede puede llevar 8), profesores asesores, observadores e invitados. Para que un competidor pueda ser parte de una delegación, debe de vivir o estudiar en el estado al que representa; en el caso en que un competidor viva en una ciudad fronteriza (como es el área metropolitana de la Ciudad de México) y que viva y estudie en diferente estado, tiene el derecho de competir en la entidad federativa que más le convenga.
La competencia dura usualmente cinco días, dos para realizar exámenes, uno para inauguración, uno para clausura y uno para eventos culturales.
Durante los días de examen, los competidores deben de resolver un examen con tres o cuatro problemas en un tiempo de cinco horas, cada uno con su propia computadora, sin ningún tipo de ayuda externa, comunicación entre ellos ni acceso a Internet o a dispositivos externos. El primer día deben de resolver problemas utilizando a Karel el Robot, mientras que el segundo día de examen deben de resolver problemas utilizando los lenguajes de alto nivel C, C++ o Pascal. Los programas realizados por los competidores son entonces probados contra un grupo de casos de prueba estratégicamente diseñados para encontrar fallas en los códigos.
Al final de la competencia se entregan medallas de oro, plata y bronce a los mejores competidores, y los que hayan obtenido medalla de oro o de plata, así como los que hayan obtenido de bronce y que puedan competir en el siguiente año en la OMI, son elegidos para pertenecer a la preselección mexicana, de la cual, después de un año de entrenamiento, se obtendrá la delegación mexicana que nos representa cada año en la IOI.

## Premios

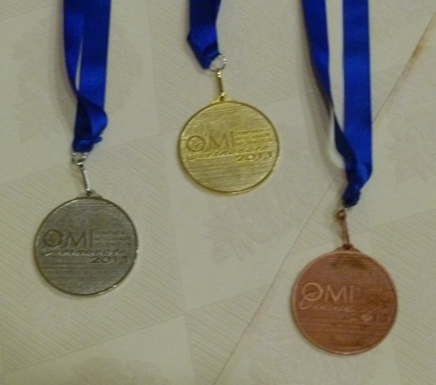
Medallas de oro, plata y bronce de la 16.ª OMI en Cuernavaca, Morelos.

Durante la OMI, los puntajes obtenidos por los competidores se ordenan de mayor a menor para entregar medallas de oro a los doce primeros, medallas de plata a los veinticuatro siguientes, y medallas de bronce a los treinta y seis siguientes. De esta forma se entregan medallas a la mitad de los competidores.
Además existen diversos premios cada año, que varían desde PCs, Laptops y calculadoras científicas hasta libros y software de informática, que se otorgan dependiendo de los puntajes obtenidos y del presupuesto del estado organizador y patrocinadores.
Aquellos alumnos seleccionados para representar a México en la Olimpiada Internacional, viajan al país que sea sede ese año, con todos los gastos pagados.
En el 2006, Grupo Salinas anunció que apoyaría con dinero en efectivo a los competidores que lograran obtener medallas en la IOI de la siguiente forma: 100,000 MXN para cada medalla de bronce; 200,000 MXN para cada medalla de plata; y 300,000 MXN para cada medalla de oro. Hasta el momento, mediante estos premios, Grupo Salinas ha entregado en total 1,300,000 MXN a los ocho competidores que han obtenido medallas en la IOI desde el 2006.

## El COMI
El COMI (Comité Mexicano de Informática A.C.) es la institución que se encarga de promover, organizar, reunir fondos y llevar a cabo la OMI.

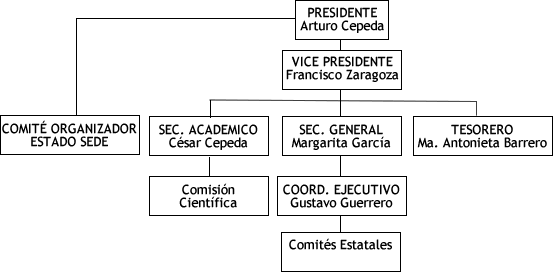
Organigrama del COMI.

El COMI está integrado por los miembros de la Comisión Científica y Académica, los miembros del Comité Organizador del Estado Sede y los Líderes de los Comités Estatales.
El COMI recibe apoyo de Instituciones interesadas en el desarrollo educativo y tecnológico de México como son:
- Secretaría de Educación Pública (SEP)
- Consejo Nacional de Ciencia y Tecnología (CONACYT)
- Gobierno del Estado sede de cada año.

## Múltiples Ganadores de la OMI
La siguiente tabla muestra los mejores participantes de la OMI desde el año 2003 que han obtenido al menos dos medallas de oro. 
Los signos "(I)", "(II)", "(III)", indican primer, segundo y tercer lugar absoluto respectivamente.
El año "2004.5" fue la OMII (Olimpiada Mexicana de Informática Intermedia) que fue un proceso simultáneo con la OMI 2004.
| Lugar | Nombre                               | Estado                            | Años        | Años          | Años        | Años   | Años   | Años | 1 | Saúl Germán Gutiérrez Calderón | Guanajuato | O(I) 2011 | O(I) 2010 | O(II) 2012 | O 2009 | O 2008 | B 2007 |
| 2     | Carlos Galeana Hernández             | Ciudad de México/Estado de México | O(I) 2015   | O(II) 2014    | O 2012      | P 2013 | B 2011 |      |   |                                |            |           |           |            |        |        |        |
| 3     | Sebastián Sánchez Lara               | Guanajuato                        | O(I) 2018   | O(III) 2017   | O(III) 2016 | P 2015 |        |      |   |                                |            |           |           |            |        |        |        |
| 4     | Daniel Talamás Cano                  | Coahuila                          | O(I) 2013   | O 2012        | O 2011      | B 2010 |        |      |   |                                |            |           |           |            |        |        |        |
| 4     | Flavio Hernández González            | Aguascalientes                    | O(III) 2009 | O 2010        | O 2008      | B 2007 |        |      |   |                                |            |           |           |            |        |        |        |
| 4     | Edgar Augusto Santiago Nieves        | Ciudad de México                  | O 2012      | O 2011        | O 2010      | B 2009 |        |      |   |                                |            |           |           |            |        |        |        |
| 4     | Jordan Fernando Alexander Salas      | Coahuila                          | O(I) 2014   | O(III) 2015   | O 2013      | B 2012 |        |      |   |                                |            |           |           |            |        |        |        |
| 8     | Diego Alonso Roque Montoya           | Nuevo León                        | O(I) 2012   | O(II) 2013    | O 2010      |        |        |      |   |                                |            |           |           |            |        |        |        |
| 8     | Fernando Troyo Del Campo Díaz        | Guanajuato                        | O(I) 2008   | O 2009        | O 2007      |        |        |      |   |                                |            |           |           |            |        |        |        |
| 10    | Fernando Josafath Añorve López       | Nuevo León                        | O(III) 2011 | O 2009        | P 2010      | P 2008 | B 2007 |      |   |                                |            |           |           |            |        |        |        |
| 11    | Fernando Ignacio Arreola Gutiérrez   | Aguascalientes                    | O(II) 2008  | O 2009        | P 2007      | P 2006 |        |      |   |                                |            |           |           |            |        |        |        |
| 11    | Diego Guapo Mendieta                 | Guanajuato                        | O 2014      | O 2013        | P 2012      | P 2011 |        |      |   |                                |            |           |           |            |        |        |        |
| 11    | Juan Carlos Sigler Priego            | Ciudad de México/Estado de México | O(I) 2016   | O 2015        | P 2014      | P 2013 |        |      |   |                                |            |           |           |            |        |        |        |
| 11    | José Ángel Cázares Torres            | Coahuila                          | O(II) 2019  | O(III) 2018   | P 2017      | P 2016 |        |      |   |                                |            |           |           |            |        |        |        |
| 14    | Itzel Carolina Delgadillo Pérez      | Aguascalientes                    | O 2013      | O 2012        | P 2010      | B 2011 |        |      |   |                                |            |           |           |            |        |        |        |
| 14    | Ángel David Ortega Ramírez           | Ciudad de México                  | O(II) 2015  | O(III) 2014   | P 2013      | B 2012 |        |      |   |                                |            |           |           |            |        |        |        |
| 16    | Mariola Camacho Lie                  | Veracruz                          | O(I) 2017   | O 2016        | B 2015      |        |        |      |   |                                |            |           |           |            |        |        |        |
| 17    | Alejandro Enrique Plancarte Ibarra   | Nuevo León                        | O(I) 2004   | O(III) 2004.5 |             |        |        |      |   |                                |            |           |           |            |        |        |        |
| 17    | Montserrat González Arenas           | Veracruz                          | O(I) 2007   | O 2006        |             |        |        |      |   |                                |            |           |           |            |        |        |        |
| 17    | Juan Francisco Padilla Franco        | Jalisco                           | O(I) 2004.5 | O 2003        |             |        |        |      |   |                                |            |           |           |            |        |        |        |
| 17    | Francisco Valente Castro             | Guanajuato                        | O(III) 2010 | O 2009        |             |        |        |      |   |                                |            |           |           |            |        |        |        |
| 17    | Erick Manuel Troyo Del Campo Díaz    | Guanajuato                        | O(III) 2013 | O 2012        |             |        |        |      |   |                                |            |           |           |            |        |        |        |
| 17    | Eduardo Tonatiuh Williams Reza       | Aguascalientes                    | O(III) 2007 | O 2006        |             |        |        |      |   |                                |            |           |           |            |        |        |        |
| 17    | Og Norberto Josué Astorga Díaz       | Jalisco                           | O 2011      | O 2010        |             |        |        |      |   |                                |            |           |           |            |        |        |        |
| 17    | Luis Eduardo Enciso Osuna            | Aguascalientes                    | O 2006      | O 2005        |             |        |        |      |   |                                |            |           |           |            |        |        |        |
| 17    | Jorge Luis González Sánchez          | Guanajuato                        | O 2009      | O 2008        |             |        |        |      |   |                                |            |           |           |            |        |        |        |
| 17    | Freddy Román Cepeda                  | Estado de México                  | O 2012      | O 2011        |             |        |        |      |   |                                |            |           |           |            |        |        |        |
| 17    | Francisco Alejandro García Cebada    | Estado de México                  | O 2004.5    | O 2003        |             |        |        |      |   |                                |            |           |           |            |        |        |        |
| 17    | Fernando Gutiérrez Méndez            | Veracruz                          | O 2004.5    | O 2003        |             |        |        |      |   |                                |            |           |           |            |        |        |        |
| 17    | Isaías Fernando de la Fuente Jiménez | Nuevo León                        | O(II) 2016  | O 2015        |             |        |        |      |   |                                |            |           |           |            |        |        |        |
| 17    | Diego García Rodríguez del Campo     | Querétaro                         | O 2017      | O 2016        |             |        |        |      |   |                                |            |           |           |            |        |        |        |
| 17    | Julián Rodríguez Cárdenas            | Veracruz                          | O 2017      | O 2016        |             |        |        |      |   |                                |            |           |           |            |        |        |        |

## Sedes de la OMI
Los dos años anteriores a la primera Olimpiada Mexicana de Informática, se realizaron dos concursos con poca participación de los estados de la República para obtener a los cuatro competidores que representaron a México en la 6.ª y 7.ª IOI respectivamente:
- Concurso de Programación Alan Turing 1994 En marzo de 1994 la Escuela Superior de Física y Matemáticas del IPN organizó el Concurso de Programación Alan Turing 1994 para seleccionar a la delegación que representó a México en la Sexta Olimpiada Internacional de Informática.
- Concurso de Informática 1995 En mayo de 1995 el ITESM Campus Eugenio Garza Sada organizó el Concurso de Informática para seleccionar a la delegación que representó a México en la Séptima Olimpiada Internacional de Informática.

A partir de 1996, la Olimpiada Mexicana de Informática surge como evento y tiene como primera sede al estado de Nuevo León.
- 1a Olimpiada Mexicana de Informática 1996 Monterrey, Nuevo León del 3 al 6 de mayo en las instalaciones del ITESM, campus Eugenio Garza Sada. Participaron 11 estados con un total de 56 estudiantes.

- 2a Olimpiada Mexicana de Informática 1997 México, D.F. del 30 de junio al 3 de julio, en las instalaciones del ITAM. Participaron 15 estados con un total de 69 estudiantes.

- 3a Olimpiada Mexicana de Informática 1998 Guadalajara, Jalisco del 24 al 28 de abril en las instalaciones de la U de G. Participaron 16 estados con 65 estudiantes.

- 4a Olimpiada Mexicana de Informática 1999 Atizapán de Zaragoza, Estado de México del 10 al 13 de mayo de 1999, en las instalaciones del Instituto Tecnológico de Estudios Superiores de Monterrey Campus Estado de México (ITESM CEM). Participaron 46 estudiantes de 12 delegaciones estatales, cada estado podía contar con un máximo de 5 alumnos.

- 5a Olimpiada Mexicana de Informática 2000 Torreón, Coahuila del 23 al 28 de mayo de 2000, en las instalaciones de la Universidad Iberoamericana. Participaron 13 estados con un total de 58 estudiantes.

- 6a Olimpiada Mexicana de Informática 2001 Culiacán, Sinaloa del 6 al 10 de mayo de 2001, en las instalaciones de la Universidad Autónoma de Sinaloa. Participaron 10 estados con un total de 46 estudiantes.

- 7a Olimpiada Mexicana de Informática 2002 Jalapa, Veracruz del 13 al 17 de mayo en las instalaciones de la Universidad Autónoma de Jalapa y en el Laboratorio Nacional de Informática Avanzada. Participaron 22 estados con un total de 108 estudiantes.

- 8a Olimpiada Mexicana de Informática 2003 Pachuca, Hidalgo del 27 de junio al 1 de julio en las instalaciones del ITESM campus Hidalgo. Participaron por primera vez los 32 estados de la república con 132 competidores.

- 9a Olimpiada Mexicana de Informática 2004 Morelia, Michoacán del 9 al 13 de julio. Organizado por el Instituto Tecnológico de Morelia, con la presencia de 28 estados y 108 participantes.

- 9ª Olimpiada Mexicana de Informática 2004 Segunda edición En el 2004, se llevaron a cabo 2 procesos de selección simultáneos con el propósito de poder capacitar a la delegación mexicana por todo un año, para estar así mejor preparados para las competencias internacionales. La segunda edición de la 9.ª OMI se realizó en Piegras Negras, Coahuila, y fue un evento mucho más pequeño y austero que las otras competencias.

- 10a Olimpiada Mexicana de Informática 2005 Durango, Durango del 20 al 24 de mayo de 2005. Organizada por el Instituto Tecnológico de Durango, con la presencia de 25 estados y 96 participantes.

- 11a Olimpiada Mexicana de Informática 2006 San Luis Potosí, San Luis Potosí del 2 al 7 de mayo de 2006, con la presencia de 27 estados y 108 participantes.

- 12a Olimpiada Mexicana de Informática 2007 Torreón, Coahuila del 24 al 29 de mayo de 2007, en las instalaciones de la Escuela Luis Aguirre Benavides, con la presencia de 29 estados y 112 participantes.

- 13a Olimpiada Mexicana de Informática 2008 Puebla, Puebla del 26 de junio al 1 de julio de 2008, en las instalaciones de la Facultad de Ciencias de la Computación de la Benemérita Universidad Autónoma de Puebla (BUAP), con la presencia de 25 estados y 101 participantes.

- 14a Olimpiada Mexicana de Informática 2009 Colima, Colima del 1 al 6 de octubre de 2009, en las instalaciones de la Universidad de Colima, con la presencia de 28 estados y 108 participantes.

- 15a Olimpiada Mexicana de Informática 2010 Mérida, Yucatán del 6 al 11 de septiembre de 2010, en las instalaciones de la Universidad Marista de Mérida, con la presencia de 28 estados y 106 participantes.

- 16a Olimpiada Mexicana de Informática 2011 Cuernavaca, Morelos del 2 al 6 de septiembre de 2011, en las instalaciones de la Universidad Tecnológica Emiliano Zapata, con la presencia de 27 estados y 108 participantes.

- 17a Olimpiada Mexicana de Informática 2012 Hermosillo, Sonora. del 23 al 27 de septiembre de 2012, en las instalaciones de la Universidad de Sonora, con la presencia de 105 participantes de 27 estados diferentes.

- 18a Olimpiada Mexicana de Informática 2013 Toluca, Estado de México. del 18 al 23 de abril de 2013, en las instalaciones de la Preparatoria 2 de la Universadad Autónoma del Estado de México, con 99 participantes de 25 estados.

- 19a Olimpiada Mexicana de Informática 2014 Pachuca, Hidalgo. del 1 al 6 de mayo de 2014, en las instalaciones de la Universidad Politécnica Metropolitana de Hidalgo, con la presencia de 109 participantes de 27 estados.

- 20a Olimpiada Mexicana de Informática 2015 Chihuahua, Chih. del 30 de abril al 4 de mayo de 2015, en la Facultad de Contaduría y Administración de la Universidad Autónoma de Chihuahua (UACH), con 101 participantes de 25 estados.

- 21a Olimpiada Mexicana de Informática 2016 Veracruz, Veracruz del 7 al 11 de marzo de 2016, con la participación de 28 estados y 109 participantes.

- 22a Olimpiada Mexicana de Informática 2017 Querétaro del 16 al 21 de mayo de 2017, en las instalaciones del ITESM campus Querétaro, con 102 competidrores de 25 estados

En cada Olimpiada se elige además, al estado que será la sede de la OMI dos años adelante, para de esta forma, darle a los estados sede la oportunidad de organizar con tiempo y forma la competencia. La responsabilidad de pedir la sede para la OMI cae en el delegado estatal.
- 23a Olimpiada Mexicana de Informática 2018 Ciudad de México

- 24a Olimpiada Mexicana de Informática 2019 Aguascalientes

## México en las Olimpiadas Internacionales de Informática
México ha venido participando ininterrumpidamente en las Olimpiadas Internacionales de Informática desde el año 1992, en donde participó como observador, empezando a llevar competidores con posibilidad para ganar medalla a partir de 1993.
En todo este periodo, México ha logrado ganar 20 medallas de bronce, 3 medallas de plata y 1 medalla de oro.
Los competidores que han logrado obtener medalla son los siguientes:
| Año de la IOI | Sede de la IOI | Competidor                       | Estado           | Escuela                                   | Medalla |
| ------------- | -------------- | -------------------------------- | ---------------- | ----------------------------------------- | ------- |
| 1993          | Argentina      | César Arturo Cepeda García       | Estado de México | CECyT 9 del IPN                           | Bronce  |
| 1999          | Turquía        | Alejandro López Baragaño         | Estado de México | ITESM Campus Estado de México             | Bronce  |
| 2002          | Corea del Sur  | Jorge del Río Santiago           | Jalisco          | Escuela Preparatoria Regional de la Barca | Bronce  |
| 2005          | Polonia        | Luis Enrique Vargas Azcona       | Jalisco          | Instituto de Ciencias en Zapopan          | Bronce  |
| 2006          | México         | Luis Enrique Vargas Azcona       | Jalisco          | Instituto de Ciencias en Zapopan          | Bronce  |
| 2007          | Croacia        | Miguel Ángel Covarrubias Sánchez | Durango          | Colegio Americano de Durango              | Bronce  |
| 2008          | Egipto         | Rodrigo Rubén Santiago Nieves    | Estado de México | CECyT 9 del IPN                           | Bronce  |
| 2008          | Egipto         | Enrique Lira Vargas              | Ciudad de México | CECyT 9 del IPN                           | Plata   |
| 2011          | Tailandia      | Ethan Adrián Jiménez Vargas      | Ciudad de México | CECyT 9 del IPN                           | Bronce  |
| 2011          | Tailandia      | Alain Acevedo Mejía              | Aguascalientes   | CBTIS 168                                 | Bronce  |
| 2011          | Tailandia      | Saúl Germán Gutiérrez Calderón   | Guanajuato       | CBTIS 217                                 | Bronce  |
| 2012          | Italia         | Saúl Germán Gutiérrez Calderón   | Guanajuato       | CBTIS 217                                 | Plata   |
| 2013          | Australia      | Saúl Germán Gutiérrez Calderón   | Guanajuato       | CBTis 217                                 | Bronce  |
| 2013          | Australia      | Diego Alonso Roque Montoya       | Nuevo León       | Prepa TEC Cumbres                         | Plata   |
| 2014          | Taiwán         | Diego Alonso Roque Montoya       | Nuevo León       | Prepa TEC Cumbres                         | Oro     |
| 2014          | Taiwán         | Jordan Fernando Alexander Salas  | Coahuila         | Colegio Americano de Torreón              | Bronce  |
| 2014          | Taiwán         | Daniel Talamás Cano              | Coahuila         | Colegio Americano de Torreón              | Bronce  |
| 2016          | Rusia          | Carlos Galeana Hernández         | Estado de México | Colegio Carol Baur                        | Bronce  |
| 2017          | Irán           | Juan Carlos Sigler Priego        | Estado de México | Colegio Carol Baur                        | Bronce  |
| 2017          | Irán           | Héctor Fernando Ricárdez Lara    | Guanajuato       | Instituto Sembrador                       | Bronce  |
| 2018          | Japón          | Diego García Rodríguez del Campo | Querétaro        | ITESM Campus Querétaro                    | Bronce  |
| 2019          | Azerbaiyán     | Héctor Fernando Ricárdez Lara    | Guanajuato       | Universidad De La Salle Bajio             | Bronce  |
| 2019          | Azerbaiyán     | Sebastián Sánchez Lara           | Guanajuato       | ITESM Campus Celaya                       | Bronce  |

El competidor  Saúl Germán Gutiérrez Calderón es el competidor que más medallas ha obtenido, 2 medallas de Bronce y 1 medalla de Plata.

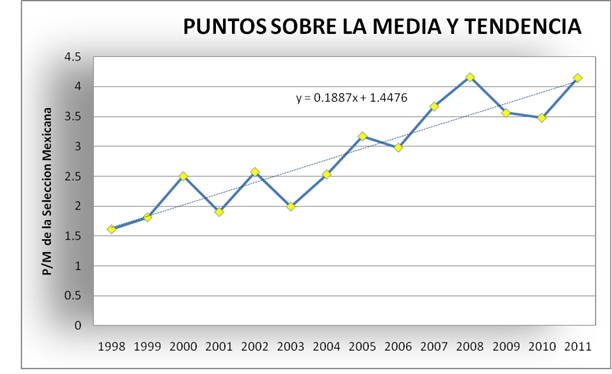
Gráfica con la tendencia de los puntos sobre la media de México en las IOI's hasta el 2011.

El estado que más medallas ha ganado es el estado de Guanajuato con un total de seis medallas; y la escuela que más medallas ha ganado es el CECyT 9 del IPN con cuatro medallas.
Uno de los propósitos de la delegación mexicana en las futuras IOI, es subir los puntos de toda de delegación sobre la media de los puntos de todas las delegaciones (puntos sobre la media para abreviar), ya que la media indica el corte de medallas, y mientras más alta sea, más probabilidades hay de obtener más de una medalla en un mismo año o incluso medallas de plata u oro.
Por último, México tuvo el honor de ser la sede la de la 18.ª Olimpiada Internacional de Informática en el 2006, y se llevó a cabo en la ciudad de Mérida, Yucatán, en donde México obtuvo una de sus medallas de bronce.

## Lugares en la OMI por entidad
| Entidad             | 2002 | 2003 | 2004 | 2005 | 2006 | 2007 | 2008 | 2009 | 2010 | 2011 | 2012 | 2013 | 2014 | 2015 | 2016 | 2017 | 2018 | 2019 |
| ------------------- | ---- | ---- | ---- | ---- | ---- | ---- | ---- | ---- | ---- | ---- | ---- | ---- | ---- | ---- | ---- | ---- | ---- | ---- |
| Aguascalientes      | NP   | 29   | NP   | 05   | 03   | 07   | 03   | 02   | 03   | 07   | 04   | 03   | 05   | 16   | 19   | 13   | 05   | 03   |
| Baja California     | 21   | 09   | 22   | NP   | NP   | NP   | NP   | NP   | NP   | NP   | NP   | 25   | 21   | 21   | 21   | 17   | 11   | 08   |
| Baja California Sur | 17   | 25   | 22   | NP   | 18   | 25   | NP   | NP   | NP   | NP   | NP   | NP   | NP   | NP   | NP   | NP   | NP   | NP   |
| Campeche            | NP   | 16   | 22   | 16   | 20   | 22   | 19   | 26   | 27   | 22   | 26   | 22   | 24   | 22   | 15   | 24   | 25   | 23   |
| Chiapas             | NP   | 29   | 22   | NP   | NP   | NP   | NP   | NP   | NP   | NP   | NP   | NP   | 27   | NP   | NP   | NP   | 13   | NP   |
| Chihuahua           | 07   | 12   | 15   | 08   | 02   | 02   | 09   | 14   | 22   | 20   | 18   | 19   | 08   | 05   | 08   | 14   | 12   | 19   |
| Colima              | 14   | 28   | 07   | NP   | 16   | 18   | 15   | 21   | 26   | 23   | 24   | NP   | NP   | 20   | NP   | NP   | NP   | 25   |
| Coahuila            | NP   | 17   | NP   | 13   | 15   | 11   | 07   | 12   | 08   | 04   | 03   | 04   | 06   | 04   | 14   | 10   | 04   | 02   |
| Durango             | 21   | 27   | 16   | 12   | 10   | 26   | 25   | 27   | 21   | NP   | 21   | NP   | 23   | NP   | NP   | NP   | NP   | NP   |
| Ciudad de México    | 03   | 05   | 05   | 06   | 12   | 06   | 02   | 06   | 05   | 03   | 02   | 02   | 02   | 02   | 12   | 09   | 02   | 05   |
| Estado de México    | 06   | 03   | 02   | 02   | 07   | 05   | 05   | 05   | 09   | 02   | 05   | 11   | 03   | 01   | 05   | 12   | 08   | 11   |
| Guanajuato          | 08   | 07   | 01   | 01   | 05   | 01   | 01   | 01   | 01   | 01   | 01   | 01   | 01   | 03   | 01   | 01   | 01   | 01   |
| Guerrero            | 21   | 29   | 17   | 14   | 24   | 27   | NP   | NP   | NP   | NP   | NP   | NP   | NP   | NP   | 27   | NP   | NP   | NP   |
| Hidalgo             | 12   | 11   | 12   | 20   | NP   | 16   | 14   | 15   | 17   | 21   | 19   | 20   | 11   | 13   | 20   | 16   | 20   | 21   |
| Jalisco             | 05   | 01   | 04   | 04   | 04   | 04   | 12   | 07   | 07   | 05   | 14   | 16   | 09   | 12   | 18   | 11   | 17   | 13   |
| Michoacán           | 11   | 21   | 09   | 15   | 13   | 10   | 11   | 09   | 16   | 08   | 12   | 13   | 14   | 15   | 25   | 06   | 16   | 22   |
| Morelos             | 20   | 13   | 06   | 24   | 26   | NP   | NP   | 10   | 02   | 14   | 08   | 08   | 07   | 09   | 10   | 04   | 09   | 12   |
| Nayarit             | 18   | 24   | 11   | NP   | 25   | 23   | 21   | 20   | 19   | 27   | 25   | NP   | NP   | NP   | NP   | NP   | NP   | NP   |
| Nuevo León          | 04   | 04   | 03   | 07   | 19   | 08   | 08   | 08   | 06   | 06   | 02   | 06   | 10   | 06   | 03   | 08   | 06   | 04   |
| Oaxaca              | 15   | 19   | 19   | 10   | 08   | 09   | 04   | 03   | 11   | 24   | 18   | 12   | 17   | 19   | 24   | NP   | NP   | 24   |
| Puebla              | 12   | 08   | 20   | 09   | 06   | 14   | 13   | 11   | 10   | 09   | 10   | 14   | 19   | 24   | 09   | 15   | 22   | 15   |
| Querétaro           | NP   | 09   | 22   | NP   | NP   | 13   | 22   | 20   | 13   | 11   | 17   | 18   | 22   | 11   | 06   | 03   | 19   | NP   |
| Quintana Roo        | 09   | 14   | 22   | 19   | 11   | 17   | 18   | 22   | 20   | 15   | 09   | 09   | 16   | 10   | 17   | 18   | 21   | 10   |
| San Luis Potosí     | 18   | 15   | 13   | 17   | 09   | 20   | 20   | 13   | 14   | 10   | 15   | 10   | 18   | 18   | 04   | 20   | 10   | 14   |
| Sinaloa             | 02   | 06   | 10   | 11   | 14   | 12   | 16   | 23   | 15   | 18   | NP   | 23   | 15   | 17   | 13   | 05   | 23   | 06   |
| Sonora              | 21   | 20   | 22   | 21   | 23   | 21   | 17   | 18   | 18   | 16   | 10   | 07   | 13   | 14   | 11   | 21   | 14   | 07   |
| Tabasco             | 16   | 23   | 13   | 25   | 27   | 24   | 23   | 28   | 24   | 17   | 23   | NP   | NP   | NP   | 26   | 23   | 24   | 20   |
| Tamaulipas          | NP   | 26   | NP   | 22   | 17   | 28   | NP   | 17   | 22   | 19   | 16   | 15   | 25   | 25   | 22   | 22   | 15   | 16   |
| Tlaxcala            | 10   | 29   | 21   | 18   | 22   | 15   | 10   | 24   | 24   | 26   | 22   | 24   | 20   | 23   | 16   | 25   | 26   | NP   |
| Veracruz            | 01   | 02   | 08   | 03   | 01   | 03   | 06   | 04   | 04   | 12   | 07   | 05   | 04   | 07   | 02   | 02   | 03   | 18   |
| Yucatán             | NP   | 22   | 18   | 23   | 21   | 19   | 24   | 16   | 12   | 13   | 09   | 18   | 12   | 08   | 07   | 07   | 07   | 09   |
| Zacatecas           | 21   | 18   | NP   | NP   | NP   | 29   | NP   | 25   | 28   | 25   | 27   | 21   | 26   | NP   | 23   | 19   | 18   | 17   |

## Tabla de medallas por entidad
| ENTIDAD             | 8.a, Pachuca 2003 | 8.a, Pachuca 2003 | 8.a, Pachuca 2003 | 9.a, Morelia 2004 | 9.a, Morelia 2004 | 9.a, Morelia 2004 | OMII | OMII  | OMII   | 10.a, Durango 2005 | 10.a, Durango 2005 | 10.a, Durango 2005 | 11.a, SLP 2006 | 11.a, SLP 2006 | 11.a, SLP 2006 | 12.a, Torreón 2007 | 12.a, Torreón 2007 | 12.a, Torreón 2007 | 13.a, Puebla 2008 | 13.a, Puebla 2008 | 13.a, Puebla 2008 | 14.a, Colima 2009 | 14.a, Colima 2009 | 14.a, Colima 2009 | 15.a, Mérida 2010 | 15.a, Mérida 2010 | 15.a, Mérida 2010 | 16.a, Cuernavaca 2011 | 16.a, Cuernavaca 2011 | 16.a, Cuernavaca 2011 | 17.a, Sonora 2012 | 17.a, Sonora 2012 | 17.a, Sonora 2012 | 18.a, Toluca 2013 | 18.a, Toluca 2013 | 18.a, Toluca 2013 | 19.a, Pachuca 2014 | 19.a, Pachuca 2014 | 19.a, Pachuca 2014 | 20.a, Chihuahua 2015 | 20.a, Chihuahua 2015 | 20.a, Chihuahua 2015 | 21.a, Veracruz 2016 | 21.a, Veracruz 2016 | 21.a, Veracruz 2016 | 22.a, Querétaro 2017 | 22.a, Querétaro 2017 | 22.a, Querétaro 2017 | 23.a, Ciudad de México 2018 | 23.a, Ciudad de México 2018 | 23.a, Ciudad de México 2018 | 24.a, Sinaloa 2019 | 24.a, Sinaloa 2019 | 24.a, Sinaloa 2019 | TOTAL | TOTAL | TOTAL  |
| ENTIDAD             | Oro               | Plata             | Bronce            | Oro               | Plata             | Bronce            | Oro  | Plata | Bronce | Oro                | Plata              | Bronce             | Oro            | Plata          | Bronce         | Oro                | Plata              | Bronce             | Oro               | Plata             | Bronce            | Oro               | Plata             | Bronce            | Oro               | Plata             | Bronce            | Oro                   | Plata                 | Bronce                | Oro               | Plata             | Bronce            | Oro               | Plata             | Bronce            | Oro                | Plata              | Bronce             | Oro                  | Plata                | Bronce               | Oro                 | Plata               | Bronce              | Oro                  | Plata                | Bronce               | Oro                         | Plata                       | Bronce                      | Oro                | Plata              | Bronce             | Oro   | Plata | Bronce |
| ------------------- | ----------------- | ----------------- | ----------------- | ----------------- | ----------------- | ----------------- | ---- | ----- | ------ | ------------------ | ------------------ | ------------------ | -------------- | -------------- | -------------- | ------------------ | ------------------ | ------------------ | ----------------- | ----------------- | ----------------- | ----------------- | ----------------- | ----------------- | ----------------- | ----------------- | ----------------- | --------------------- | --------------------- | --------------------- | ----------------- | ----------------- | ----------------- | ----------------- | ----------------- | ----------------- | ------------------ | ------------------ | ------------------ | -------------------- | -------------------- | -------------------- | ------------------- | ------------------- | ------------------- | -------------------- | -------------------- | -------------------- | --------------------------- | --------------------------- | --------------------------- | ------------------ | ------------------ | ------------------ | ----- | ----- | ------ |
| Aguascalientes      | 0                 | 0                 | 0                 | -                 | -                 | -                 | -    | -     | -      | 2                  | 0                  | 2                  | 2              | 2              | 0              | 1                  | 1                  | 2                  | 2                 | 0                 | 2                 | 2                 | 2                 | 0                 | 1                 | 2                 | 1                 | 1                     | 0                     | 3                     | 1                 | 2                 | 1                 | 1                 | 2                 | 1                 | 1                  | 0                  | 3                  | 0                    | 0                    | 1                    | 0                   | 0                   | 2                   | 0                    | 1                    | 1                    | 0                           | 2                           | 2                           | 1                  | 0                  | 2                  | 15    | 14    | 23     |
| Baja California     | 1                 | 0                 | 1                 | 0                 | 0                 | 0                 | -    | -     | -      | -                  | -                  | -                  | -              | -              | -              | -                  | -                  | -                  | -                 | -                 | -                 | -                 | -                 | -                 | -                 | -                 | -                 | -                     | -                     | -                     | -                 | -                 | -                 | 0                 | 0                 | 0                 | 0                  | 0                  | 1                  | 0                    | 0                    | 1                    | 0                   | 0                   | 2                   | 0                    | 0                    | 1                    | 0                           | 1                           | 2                           | 0                  | 2                  | 1                  | 1     | 3     | 9      |
| Baja California Sur | 0                 | 0                 | 1                 | 0                 | 0                 | 0                 | -    | -     | -      | -                  | -                  | -                  | 0              | 0              | 1              | 0                  | 0                  | 0                  | -                 | -                 | -                 | -                 | -                 | - -               | -                 | -                 | -                 | -                     | -                     | -                     | -                 | -                 | -                 | -                 | -                 | -                 | -                  | -                  | -                  | -                    | -                    | -                    | -                   | -                   | -                   | -                    | -                    | -                    | -                           | -                           | -                           | -                  | -                  | -                  | 0     | 0     | 2      |
| Campeche            | 0                 | 0                 | 2                 | 0                 | 0                 | 0                 | -    | -     | -      | 0                  | 0                  | 2                  | 0              | 0              | 1              | 0                  | 0                  | 1                  | 0                 | 0                 | 0                 | 0                 | 0                 | 0                 | 0                 | 0                 | 0                 | 0                     | 0                     | 1                     | 0                 | 0                 | 0                 | 0                 | 0                 | 0                 | 0                  | 0                  | 0                  | 0                    | 0                    | 1                    | 0                   | 1                   | 0                   | 0                    | 0                    | 0                    | 0                           | 0                           | 0                           | 0                  | 0                  | 0                  | 0     | 1     | 8      |
| Chiapas             | 0                 | 0                 | 0                 | -                 | -                 | -                 | -    | -     | -      | -                  | -                  | -                  | -              | -              | -              | -                  | -                  | -                  | -                 | -                 | -                 | -                 | -                 | -                 | -                 | -                 | -                 | -                     | -                     | -                     | -                 | -                 | -                 | -                 | -                 | -                 | 0                  | 0                  | 0                  | -                    | -                    | -                    | -                   | -                   | -                   | -                    | -                    | -                    | 0                           | 0                           | 1                           | -                  | -                  | -                  | 0     | 0     | 1      |
| Chihuahua           | 0                 | 1                 | 3                 | -                 | -                 | -                 | 0    | 1     | 0      | 0                  | 2                  | 1                  | 1              | 2              | 1              | 2                  | 1                  | 1                  | 0                 | 2                 | 2                 | 0                 | 1                 | 1                 | 0                 | 0                 | 1                 | 0                     | 0                     | 2                     | 0                 | 0                 | 1                 | 0                 | 0                 | 0                 | 0                  | 2                  | 2                  | 0                    | 2                    | 1 (3)                | 0                   | 2                   | 0                   | 0                    | 0                    | 2                    | 0                           | 1                           | 2                           | 0                  | 0                  | 0                  | 3     | 17    | 22     |
| Coahuila            | 0                 | 1                 | 0                 | -                 | -                 | -                 | -    | -     | -      | 0                  | 0                  | 2                  | 0              | 42             | 2              | 0                  | 1                  | 3 (6)              | 0                 | 2                 | 2                 | 0                 | 1                 | 1                 | 0                 | 1                 | 3                 | 1                     | 1                     | 2                     | 2                 | 0                 | 2                 | 2                 | 0                 | 1                 | 1                  | 0                  | 3                  | 1                    | 1                    | 1                    | 0                   | 1                   | 0                   | 0                    | 1                    | 1                    | 1                           | 1                           | 1                           | 3                  | 0                  | 0                  | 11    | 11    | 27     |
| Colima              | 0                 | 0                 | 1                 | 0                 | 1                 | 0                 | 0    | 0     | 4      | 0                  | 0                  | 4                  | -              | -              | -              | 0                  | 0                  | 1                  | 0                 | 0                 | 0                 | 0                 | 0                 | 1                 | 0                 | 0                 | 1                 | 0                     | 0                     | 1                     | 0                 | 0                 | 0                 | -                 | -                 | -                 | -                  | -                  | -                  | 0                    | 0                    | 1                    | -                   | -                   | -                   | -                    | -                    | -                    | -                           | -                           | -                           | 0                  | 0                  | 0                  | 0     | 1     | 10     |
| Ciudad de México    | 1                 | 2                 | 1                 | 0                 | 3                 | 1                 | 1    | 3     | 2      | 0                  | 3                  | 0                  | 0              | 0              | 1              | 1                  | 1                  | 2                  | 1                 | 2                 | 1                 | 0                 | 2                 | 2                 | 1                 | 1                 | 1                 | 2                     | 0                     | 1                     | 2                 | 1                 | 1                 | 0                 | 4                 | 0                 | 1                  | 2                  | 1                  | 1                    | 3                    | 0                    | 0                   | 1                   | 1                   | 0                    | 2                    | 1                    | 1                           | 2                           | 1 (3)                       | 0                  | 2                  | 2                  | 12    | 34    | 21     |
| Durango             | 0                 | 0                 | 1                 | 0                 | 1                 | 0                 | 1    | 0     | 0      | 0                  | 0                  | 2                  | 0              | 1              | 0              | 0                  | 0                  | 0                  | 0                 | 0                 | 0                 | 0                 | 0                 | 0                 | 0                 | 0                 | 0                 | -                     | -                     | -                     | 0                 | 0                 | 0                 | -                 | -                 | -                 | 0                  | 0                  | 1                  | -                    | -                    | -                    | -                   | -                   | -                   | -                    | -                    | -                    | -                           | -                           | -                           | -                  | -                  |                    | 1     | 2     | 4      |
| Estado de México    | 2                 | 1                 | 1                 | 2                 | 1                 | 1                 | 1    | 1     | 2      | 2                  | 1                  | 1                  | 0              | 1              | 2              | 1                  | 1                  | 2                  | 1                 | 2                 | 0                 | 0                 | 2                 | 2                 | 0                 | 2                 | 1                 | 2                     | 1                     | 1                     | 1                 | 2                 | 1                 | 1                 | 0                 | 3                 | 2                  | 1                  | 0                  | 3                    | 0                    | 1                    | 1                   | 0                   | 1                   | 0                    | 0                    | 3                    | 0                           | 1                           | 3                           | 0                  | 1                  | 2                  | 19    | 18    | 26     |
| Guanajuato          | 1                 | 1                 | 2                 | 4                 | 0                 | 0                 | -    | -     | -      | 1                  | 3                  | 0                  | 1              | 2              | 1              | 2                  | 2                  | 0                  | 3                 | 1                 | 0                 | 4                 | 0                 | 0                 | 3                 | 1                 | 0                 | 2                     | 2                     | 0                     | 2                 | 2                 | 0                 | 4                 | 0                 | 0                 | 3                  | 1                  | 0                  | 2                    | 2                    | 0                    | 3                   | 1                   | 0                   | 2                    | 2                    | 0                    | 4                           | 0                           | 0                           | 2                  | 1                  | 1                  | 43    | 21    | 5      |
| Guerrero            | 0                 | 0                 | 0                 | 0                 | 1                 | 0                 | -    | -     | -      | 1                  | 0                  | 0                  | 0              | 0              | 1              | 0                  | 0                  | 0                  | -                 | -                 | -                 | -                 | -                 | -                 | -                 | -                 | -                 | -                     | -                     | -                     | -                 | -                 | -                 | -                 | -                 | -                 | -                  | -                  | -                  | -                    | -                    | -                    | 0                   | 0                   | 0                   | 0                    | 0                    | 0                    | -                           | -                           | -                           | -                  | -                  | -                  | 1     | 1     | 1      |
| Hidalgo             | 0                 | 1                 | 3 (6)             | 0                 | 1                 | 1                 | -    | -     | -      | 0                  | 0                  | 0                  | -              | -              | -              | 0                  | 1                  | 0                  | 0                 | 0                 | 1                 | 0                 | 1                 | 0                 | 0                 | 0                 | 0                 | 0                     | 0                     | 1                     | 0                 | 0                 | 1                 | 0                 | 0                 | 0                 | 0                  | 1                  | 1                  | 0                    | 0                    | 2                    | 0                   | 0                   | 2                   | 0                    | 0                    | 1                    | 0                           | 0                           | 1                           | 0                  | 0                  | 0                  | 0     | 5     | 16     |
| Jalisco             | 3                 | 0                 | 1                 | 1                 | 3                 | 0                 | 1    | 2     | 4      | 1                  | 1                  | 2                  | 1              | 3              | 0              | 1                  | 3                  | 0                  | 0                 | 0                 | 3                 | 1                 | 1                 | 1                 | 1                 | 0                 | 2                 | 1                     | 1                     | 1                     | 0                 | 1                 | 1                 | 0                 | 0                 | 1                 | 0                  | 2                  | 1                  | 0                    | 0                    | 3                    | 0                   | 0                   | 2                   | 0                    | 1                    | 1                    | 0                           | 0                           | 1                           | 0                  | 1                  | 1                  | 11    | 20    | 24     |
| Michoacán           | 0                 | 0                 | 2                 | 0                 | 1                 | 1                 | -    | -     | -      | 0                  | 0                  | 2                  | 0              | 1              | 1              | 1                  | 1                  | 1                  | 0                 | 0                 | 4                 | 0                 | 1                 | 3                 | 0                 | 0                 | 3                 | 0                     | 1                     | 2                     | 0                 | 1                 | 1                 | 0                 | 1                 | 1                 | 0                  | 0                  | 3                  | 0                    | 0                    | 2                    | 0                   | 0                   | 1                   | 0                    | 2                    | 2                    | 0                           | 1                           | 1                           | 0                  | 0                  | 0                  | 1     | 10    | 30     |
| Morelos             | 0                 | 2                 | 1                 | 0                 | 1                 | 2                 | 0    | 4     | 0      | 0                  | 0                  | 0                  | 0              | 0              | 0              | -                  | -                  | -                  | -                 | -                 | -                 | 0                 | 2                 | 1                 | 1                 | 1                 | 2                 | 0                     | 1                     | 2                     | 0                 | 1                 | 3                 | 0                 | 1                 | 3                 | 1                  | 0                  | 3                  | 0                    | 1                    | 2                    | 0                   | 1                   | 3                   | 1                    | 2                    | 0                    | 1                           | 0                           | 1                           | 0                  | 0                  | 4                  | 4     | 17    | 26     |
| Nayarit             | 0                 | 0                 | 1                 | -                 | -                 | -                 | -    | -     | -      | -                  | -                  | -                  | 0              | 0              | 0              | 0                  | 0                  | 0                  | 0                 | 0                 | 0                 | 0                 | 0                 | 0                 | 0                 | 0                 | 1                 | 0                     | 0                     | 0                     | 0                 | 0                 | 0                 | -                 | -                 | -                 | -                  | -                  | -                  | -                    | -                    | -                    | -                   | -                   | -                   | -                    | -                    | -                    | -                           | -                           | -                           | -                  | -                  | -                  | 0     | 1     | 1      |
| Nuevo León          | 1                 | 2                 | 1                 | 1                 | 2                 | 1                 | 3    | 2     | 3      | 0                  | 1                  | 3                  | 0              | 0              | 1              | 0                  | 2                  | 1                  | 0                 | 3                 | 0                 | 1                 | 0                 | 2                 | 1                 | 1                 | 1                 | 1                     | 0                     | 2                     | 1                 | 1                 | 2                 | 1                 | 0                 | 2                 | 0                  | 2                  | 0                  | 2                    | 1                    | 0                    | 2                   | 0                   | 2                   | 0                    | 1                    | 3                    | 0                           | 2                           | 1                           | 1                  | 2                  | 0                  | 15    | 22    | 24     |
| Oaxaca              | 0                 | 1                 | 0                 | 0                 | 0                 | 1                 | 0    | 0     | 1      | 0                  | 1                  | 1                  | 0              | 2              | 0              | 0                  | 2                  | 1                  | 1                 | 2                 | 1                 | 1                 | 1                 | 1                 | 0                 | 1                 | 0                 | 0                     | 0                     | 0                     | 0                 | 0                 | 0                 | 0                 | 0                 | 2                 | 0                  | 0                  | 1                  | -                    | -                    | -                    | 0                   | 0                   | 1                   | 0                    | 0                    | 0                    | -                           | -                           | -                           | 0                  | 0                  | 0                  | 2     | 10    | 9      |
| Puebla              | 0                 | 2                 | 1                 | 0                 | 0                 | 1                 | 0    | 4     | 1      | 0                  | 1                  | 1                  | 1              | 2              | 1              | 0                  | 0                  | 3                  | 0                 | 0                 | 1                 | 0                 | 1                 | 3                 | 0                 | 2                 | 1                 | 0                     | 2                     | 1                     | 0                 | 1                 | 2                 | 0                 | 0                 | 2                 | 0                  | 0                  | 1                  | -                    | -                    | -                    | 0                   | 2                   | 0                   | 1                    | 0                    | 0                    | 0                           | 0                           | 0                           | 0                  | 1                  | 1                  | 2     | 18    | 19     |
| Querétaro           | 0                 | 2                 | 1                 | -                 | -                 | -                 | -    | -     | -      | -                  | -                  | -                  | -              | -              | -              | 0                  | 0                  | 0                  | 0                 | 0                 | 0                 | 0                 | 0                 | 1                 | 0                 | 0                 | 3                 | 0                     | 1                     | 2                     | 0                 | 0                 | 1                 | 0                 | 0                 | 0                 | 0                  | 0                  | 1                  | 0                    | 1                    | 0                    | 1                   | 0                   | 0                   | 2                    | 1                    | 1 (2)                | 0                           | 1                           | 0                           | -                  | -                  | -                  | 3     | 6     | 11     |
| Quintana Roo        | 0                 | 0                 | 3                 | 0                 | 0                 | 0                 | -    | -     | -      | 0                  | 0                  | 1                  | 0              | 0              | 2              | 0                  | 0                  | 2                  | 0                 | 0                 | 1                 | 0                 | 0                 | 1                 | 0                 | 0                 | 0                 | 0                     | 2                     | 0                     | 0                 | 2                 | 1                 | 0                 | 2                 | 1                 | 0                  | 0                  | 1                  | 0                    | 0                    | 2                    | 0                   | 0                   | 3                   | 0                    | 0                    | 1                    | 0                           | 0                           | 1                           | 0                  | 2                  | 1                  | 0     | 8     | 21     |
| San Luis Potosí     | 0                 | 0                 | 2                 | 0                 | 0                 | 2                 | -    | -     | -      | 0                  | 0                  | 1                  | 0              | 0              | 3              | 0                  | 0                  | 0                  | 0                 | 0                 | 0                 | 0                 | 1                 | 1                 | 0                 | 1                 | 1                 | 0                     | 1                     | 2                     | 0                 | 1                 | 0                 | 0                 | 1                 | 1                 | 0                  | 1                  | 0                  | 0                    | 1                    | 0                    | 1                   | 1                   | 0                   | 0                    | 0                    | 1                    | 0                           | 2                           | 0                           | 0                  | 1                  | 1                  | 1     | 11    | 15     |
| Sinaloa             | 1                 | 1                 | 1                 | 1                 | 1                 | 0                 | 1    | 0     | 2      | 0                  | 0                  | 2                  | 0              | 0              | 1              | 0                  | 1                  | 1                  | 0                 | 0                 | 2                 | 0                 | 0                 | 0                 | 0                 | 1                 | 1                 | 0                     | 1                     | 0                     | -                 | -                 | -                 | 0                 | 0                 | 0                 | 0                  | 1                  | 0                  | 0                    | 1                    | 0                    | 0                   | 1                   | 1                   | 1                    | 2                    | 0                    | 0                           | 0                           | 0                           | 0                  | 2                  | 1                  | 4     | 13    | 12     |
| Sonora              | 0                 | 1                 | 0                 | 0                 | 0                 | 0                 | -    | -     | -      | 0                  | 0                  | 0                  | 0              | 0              | 0              | 0                  | 0                  | 0                  | 0                 | 0                 | 0                 | 0                 | 0                 | 2                 | 0                 | 0                 | 1                 | 0                     | 1                     | 0                     | 0                 | 1                 | 3 (4)             | 0                 | 2                 | 2                 | 0                  | 0                  | 2                  | 0                    | 0                    | 1                    | 0                   | 1                   | 2                   | 0                    | 0                    | 0                    | 0                           | 0                           | 2                           | 0                  | 1                  | 3                  | 0     | 7     | 19     |
| Tabasco             | 0                 | 0                 | 3                 | 0                 | 1                 | 1                 | 0    | 0     | 1      | 0                  | 0                  | 0                  | 0              | 0              | 0              | 0                  | 0                  | 0                  | 0                 | 0                 | 0                 | 0                 | 0                 | 0                 | 0                 | 0                 | 1                 | 0                     | 1                     | 0                     | 0                 | 0                 | 0                 | -                 | -                 | -                 | -                  | -                  | -                  | -                    | -                    | -                    | 0                   | 0                   | 0                   | 0                    | 0                    | 0                    | 0                           | 0                           | 0                           | 0                  | 0                  | 1                  | 0     | 2     | 6      |
| Tamaulipas          | 0                 | 0                 | 1                 | -                 | -                 | -                 | 0    | 0     | 1      | 0                  | 0                  | 0                  | 0              | 0              | 1              | 0                  | 0                  | 0                  | -                 | -                 | -                 | 0                 | 0                 | 1                 | 0                 | 0                 | 0                 | 0                     | 0                     | 0                     | 0                 | 0                 | 1                 | 0                 | 0                 | 3                 | 0                  | 0                  | 0                  | 0                    | 0                    | 0                    | 0                   | 0                   | 1                   | 0                    | 0                    | 0                    | 0                           | 0                           | 3                           | 0                  | 0                  | 1                  | 0     | 0     | 13     |
| Tlaxcala            | 0                 | 0                 | 0                 | -                 | -                 | -                 | -    | -     | -      | 0                  | 1                  | 0                  | 0              | 0              | 1              | 0                  | 1                  | 0                  | 0                 | 2                 | 0                 | 0                 | 0                 | 0                 | 0                 | 0                 | 0                 | 0                     | 0                     | 0                     | 0                 | 0                 | 0                 | 0                 | 0                 | 0                 | 0                  | 1                  | 0                  | 0                    | 1                    | 0                    | 0                   | 1                   | 0                   | 0                    | 0                    | 0                    | 0                           | 0                           | 0                           | -                  | -                  | -                  | 0     | 7     | 1      |
| Veracruz            | 2                 | 2                 | 0                 | 0                 | 1                 | 2                 | 2    | 3     | 10     | 1                  | 2                  | 1                  | 3              | 1              | 0              | 1                  | 1                  | 2                  | 1                 | 1                 | 2                 | 0                 | 2                 | 2                 | 1                 | 1                 | 2                 | 0                     | 1                     | 2                     | 1                 | 1                 | 2                 | 0                 | 3                 | 1                 | 1                  | 3                  | 0                  | 0                    | 2                    | 2                    | 3                   | 1 (2)               | 0 (2)               | 2                    | 1                    | 1                    | 1                           | 2                           | 0                           | 0                  | 0                  | 2                  | 19    | 29    | 32     |
| Yucatán             | 0                 | 0                 | 1                 | 0                 | 0                 | 1                 | -    | -     | -      | 0                  | 0                  | 0                  | 0              | 0              | 1              | 0                  | 0                  | 1                  | 0                 | 0                 | 0                 | 0                 | 0                 | 1                 | 0                 | 1                 | 2                 | 0                     | 1                     | 2                     | 0                 | 2                 | 0                 | 0                 | 0                 | 1                 | 0                  | 1                  | 2                  | 0                    | 1                    | 2                    | 0                   | 2                   | 1                   | 0                    | 1                    | 3                    | 1                           | 1                           | 0                           | 2                  | 0                  | 0                  | 3     | 10    | 18     |
| Zacatecas           | 0                 | 1                 | 1                 | -                 | -                 | -                 | -    | -     | -      | -                  | -                  | -                  | -              | -              | -              | 0                  | 0                  | 0                  | -                 | -                 | -                 | 0                 | 0                 | 0                 | 0                 | 0                 | 0                 | 0                     | 0                     | 0                     | 0                 | 0                 | 0                 | 0                 | 0                 | 0                 | 0                  | 0                  | 0                  | -                    | -                    | -                    | 0                   | 0                   | 1                   | 0                    | 0                    | 1                    | 0                           | 0                           | 1                           | 0                  | 0                  | 1                  | 0     | 1     | 5      |